# Syro
Albums de Aphex Twin
Drukqs
(octobre 2001) Computer Controlled Acoustic Instruments Pt2
(janvier 2015)
Syro est un album studio de Richard D. James, sous son pseudonyme Aphex Twin, sorti le 19 septembre 2014 chez Warp Records. Il s'agit de son sixième album studio sous ce pseudonyme, 13 ans après la sortie de Drukqs (2001). Cet album est également sa première sortie officielle depuis Chosen Lords (2006), une compilation de ses morceaux sortis sous la série des EP Analord.
Enregistré sur une période de plusieurs années dans divers studios, Syro comporte 12 morceaux qui explorent de nombreux sous-genres de la musique électronique tels que le breakbeat, la techno, le glitch, la drum and bass et l'ambient. L'album comprend également de nombreuses pistes vocales issues de James et de sa famille (sa deuxième femme, ses enfants et ses parents).
La campagne promotionnelle de Syro s'est démarquée par diverses manifestations cryptiques : communiqués de presse en mauvais anglais, graffitis représentant le logo Aphex Twin dans les rues de New York, dirigeable dans le ciel londonien lui aussi frappé du "A" stylisé de l'artiste, informations sur l'album dans le Deep web… Lors de sa sortie, Syro reçut les honneurs de la critique et fut bien placé dans les charts du monde entier. Le 8 février 2015, Syro remporte le Grammy Award du meilleur album dance/électronique à l'occasion de la 57e cérémonie des Grammy Awards.

## Composition
Les douze morceaux de Syro ont été composés par James en studio. Selon son propre auteur, ils ont été écrits sur une période prolongée. Syro se caractérise par le mélange de compositions récentes avec des œuvres nettement plus anciennes (la plus vieille musique ayant 6 ou 7 ans). L'album fut conçu dans six studios différents, y compris le studio personnel de James, situé à son domicile en Écosse. Lors de l'installation de ce studio, un ingénieur du son passa trois mois avec James, pour l'aider à câbler l'ensemble des panneaux de brassage. Décrivant le processus global comme "brutal", James voyait les questions techniques en studio comme le principal ingrédient permettant l'écriture de nouveaux sons.
James a utilisé diverses configurations audios pour composer Syro. Il a remarqué qu'en réorganisant constamment la configuration du matériel audio, il pouvait explorer de nouvelles possibilités d'écriture. Souvent il ne gardait le même set-up que cinq minutes. James expliqua que lorsque nous composons, le plus logique est d'utiliser le même set sonore sans apporter aucune modification. Mais durant les enregistrements de Syro, il finissait par « s'ennuyer et tout changer d'un coup ».
Un total de 138 appareils, dont certains ont été modifiés par James, furent utilisés pour Syro, comprenant divers synthétiseurs, échantillonneurs, séquenceurs, traiteurs sonores, interfaces MIDI, boîtes à rythmes, vocodeurs, égaliseurs graphiques et tables de mixage. Parmi les marques utilisées on trouve du Yamaha, SSL, Sennheiser, Boss, Roland, Korg et AKG. Certains instruments donnent leur nom aux morceaux de l'album : "minipops 67 [120.2] [source field mix]" doit son nom à la boîte à rythmes Keio Mini Pops 7 (en).
En plus de l'instrumentation, Syro comporte de nombreuses pistes vocales. Au milieu de phrases inintelligibles car triturées par James, on reconnaît la voix de sa femme Anastasia Rybina, de ses deux fils, et de ses parents, notamment dans "XMAS_EVET10 [120]". James lui-même dit que Syro est son album de pop, et que si la composition a changé, il n'a pas franchi un palier supplémentaire. Ce changement de style est sûrement dû au fait qu'il n'a créé aucune percussion par ordinateur, contrairement à ses précédents albums.

## Pistes
| CD/Vinyle | CD/Vinyle                                      | CD/Vinyle | CD/Vinyle | CD/Vinyle | CD/Vinyle | CD/Vinyle | CD/Vinyle | CD/Vinyle | CD/Vinyle |
| No        | Titre                                          | Durée     |           |           |           |           |           |           |           |
| --------- | ---------------------------------------------- | --------- | --------- | --------- | --------- | --------- | --------- | --------- | --------- |
| 1/A1.     | minipops 67 [120.2] (source field mix)         | 4:47      |           |           |           |           |           |           |           |
| 2/A2.     | XMAS_EVET10 [120] (thanaton3 mix)              | 10:31     |           |           |           |           |           |           |           |
| 3/B1.     | produk 29 [101]                                | 5:03      |           |           |           |           |           |           |           |
| 4/B2.     | 4 bit 9d api+e+6 [126.26]                      | 4:28      |           |           |           |           |           |           |           |
| 5/C1.     | 180db_ [130]                                   | 3:11      |           |           |           |           |           |           |           |
| 6/C2.     | CIRCLONT6A [141.98] (syrobonkus mix)           | 6:00      |           |           |           |           |           |           |           |
| 7/D1.     | fz pseudotimestretch+e+3 [138.85]              | 0:58      |           |           |           |           |           |           |           |
| 8/D2.     | CIRCLONT14 [152.97] (shrymoming mix)           | 7:21      |           |           |           |           |           |           |           |
| 9/E1.     | syro u473t8+e [141.98] (piezoluminescence mix) | 6:32      |           |           |           |           |           |           |           |
| 10/E2.    | PAPAT4 [155] (pineal mix)                      | 4:18      |           |           |           |           |           |           |           |
| 11/F1.    | s950tx16wasr10 [163.97] (earth portal mix)     | 6:01      |           |           |           |           |           |           |           |
| 12/F2.    | aisatsana [102]                                | 5:21      |           |           |           |           |           |           |           |
| 64:31     |                                                |           |           |           |           |           |           |           |           |

| Japanese CD et iTunes piste bonus | Japanese CD et iTunes piste bonus | Japanese CD et iTunes piste bonus | Japanese CD et iTunes piste bonus | Japanese CD et iTunes piste bonus | Japanese CD et iTunes piste bonus | Japanese CD et iTunes piste bonus | Japanese CD et iTunes piste bonus | Japanese CD et iTunes piste bonus | Japanese CD et iTunes piste bonus |
| No                                | Titre                             | Durée                             |                                   |                                   |                                   |                                   |                                   |                                   |                                   |
| --------------------------------- | --------------------------------- | --------------------------------- | --------------------------------- | --------------------------------- | --------------------------------- | --------------------------------- | --------------------------------- | --------------------------------- | --------------------------------- |
| 13/G.                             | MARCHROMT30A edit 2b 96 [104.98]  | 7:19                              |                                   |                                   |                                   |                                   |                                   |                                   |                                   |
| 71:50                             |                                   |                                   |                                   |                                   |                                   |                                   |                                   |                                   |                                   |